# Winkl (Gemeinde Kapfenberg)

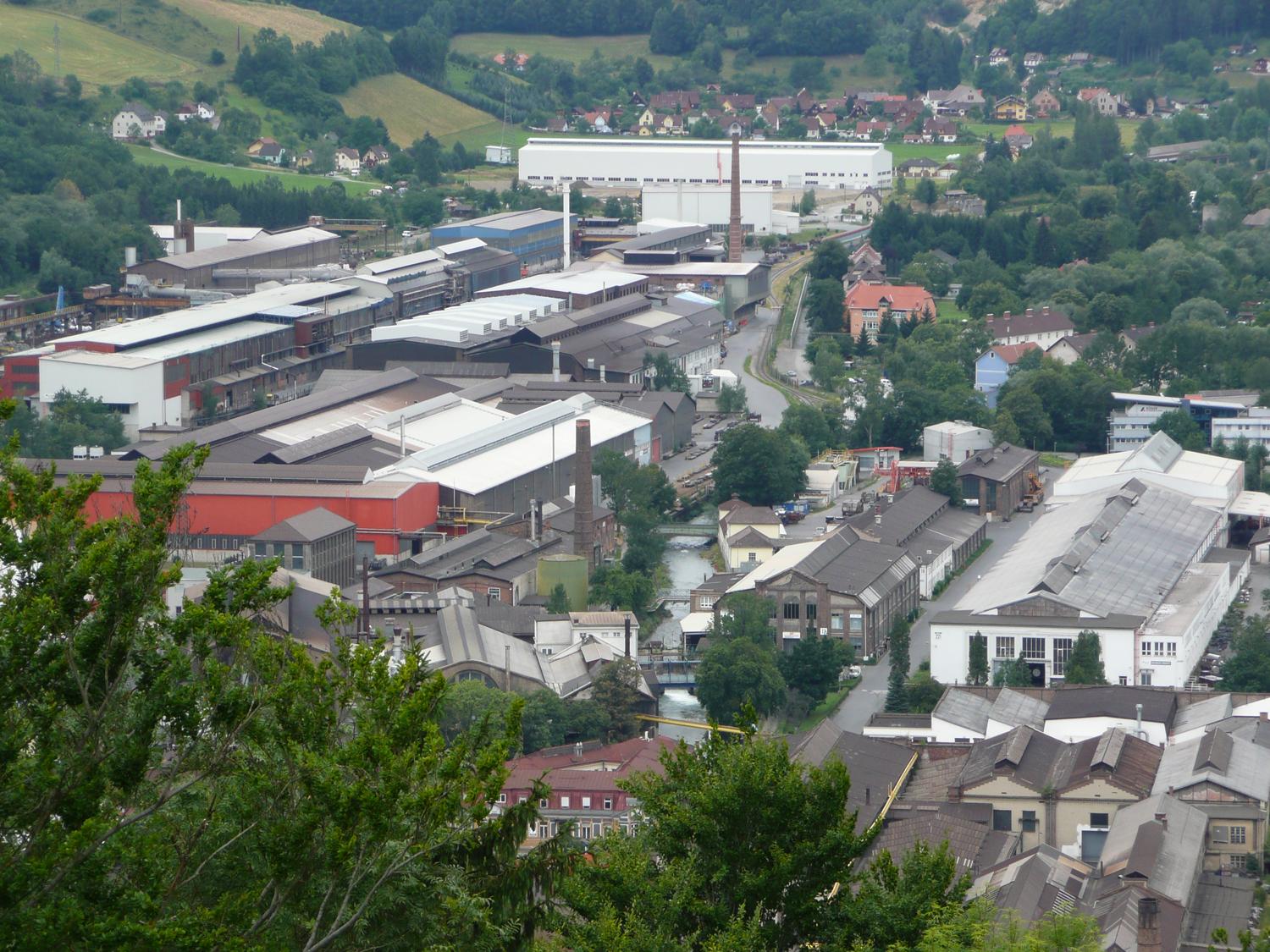
Stammwerk von Böhler in der Katastralgemeinde Winkl

Am nordwestlichen Rand gelegen ist Winkl mit einer Fläche von ca. 860 Hektar die größte Katastralgemeinde der Stadt Kapfenberg (Steiermark).
Der Großteil des Hauptsitzes der Böhler-Edelstahlwerke befindet sich im Bereich der Katastralgemeinde Winkl. Trotz des industriellen Anteiles sind zwei Drittel des Ortsteiles bewaldet, wobei sich der höchste Punkt von Winkl mit 1163 m ü. NN auf dem Frieslingberg befindet. Von 1795 bis 1885 wurde in Winkl Kohle abgebaut. Die Förderung wurde aber wegen der geringen Ergiebigkeit des Flözes eingestellt. Etwa 20 Prozent des Ortsgebietes werden zwar noch landwirtschaftlich genutzt, jedoch wird der Wohnbau-Anteil immer größer.